# Don't Shut Me Down
Don't Shut Me Down is een nummer van de Zweedse groep ABBA. De single werd uitgebracht op 2 september 2021, gelijktijdig met de single I Still Have Faith in You van het aanstaande negende studioalbum Voyage van de band en hun eerste in 40 jaar. Agnetha Fältskog voert de leadzang uit.
Het nummer vertelt over een vrouw die na jaren terugkeert naar haar partner.
ABBA heeft een bijbehorende videoclip met tekst op YouTube uitgebracht om de release te begeleiden. De regie was in handen van Mike Anderson van productiebedrijf Able. De videoclip werd binnen 24 uur na de release 1,4 miljoen keer bekeken en stond in de top drie van YouTube-trends in 12 landen, waaronder het Verenigd Koninkrijk.

## Hitnoteringen

### NPO Radio 2 Top 2000
| Nummer met noteringen in de NPO Radio 2 Top 2000 | '22  | '23  | '24  |
| ------------------------------------------------ | ---- | ---- | ---- |
| Don't Shut Me Down                               | 1288 | 1628 | 1958 |

1. ↑  Een vetgedrukt getal geeft de hoogste notering aan.
2. ↑  2022 was het eerste jaar met een notering voor dit nummer.

### JOE FM Hitarchief 2000
| "Don't Shut Me Down" | "Don't Shut Me Down" |
| -------------------- | -------------------- |
| Jaar                 | 2021                 |
| Positie              | 1105                 |